# Julián Zorrilla Monge
Julián Zorrilla Monge (Lircay, 20 de enero de 1956) es un político peruano. Fue alcalde provincial de Angaraes entre 1990 y 1999.
Nació en Lircay, Perú, el 20 de enero de 1956, hijo de Grimaldo Zorrilla Aguado y Luisa Monge Centeno. Cursó sus estudios primarios y secundarios en su ciudad natal. Entre 1973 y 1977 cursó estudios superiores de agronomía en la Universidad Nacional del Centro del Perú en la ciudad de Huancayo. Posteriormente, entre 1985 y 1988 cursó la carrera de ingeniería civil en la Universidad Peruana Los Andes de la misma ciudad. Entre 2001 y 2002 cursó la maestría en administración de negocios en la Universidad Continental, también en Huancayo, y entre 2004 y 2005 el doctorado en medio ambiente y desarrollo sostenible en la Universidad Nacional Federico Villarreal de Lima.
Su primera participación política fue en las elecciones municipales de 1980 en las que fue elegido regidor de la provincia de Angaraes. En las elecciones de 1983 postuló como candidato a la alcaldía de esa provincia sin éxito. Fue en las elecciones municipales de 1989 en las que volvió a participar y obtuvo la elección siendo reelegido en 1993, y en 1995. Participó en las elecciones regionales de Huancavelica de 2002 como candidato a la presidencia regional de Huancavelica por el Movimiento Independiente Regional "INTI" que el mismo fundó.